# Dandy (nummer)
"Dandy" is een nummer van de Britse rockgroep The Kinks uit 1966.
Het nummer is geschreven en geproduceerd door Ray Davies. In de Verenigde Staten en het Verenigd Koninkrijk stond het nummer ook op het Kinks-album Face to Face.  Op het Europese vasteland werd het nummer enkel als single uitgebracht. Deze single bereikte de eerste plek in Duitsland en de tweede plek in België.
Het nummer werd in hetzelfde jaar al gecoverd door de Britse popgroep Herman's Hermits en de Britse zanger Clinton Ford en in 1967 door David Garrick. De versie van Herman's Hermits behaalde de eerste plaats in Canada en de vijfde plaats in de Verenigde Staten. In de Nederlandse Top 40 kregen de versies van The Kinks, Herman's Hermits en Clifton Ford een gezamenlijke positie in de lijst. Gedrieën wisten ze de derde plek in deze lijst te bemachtigen.

## NPO Radio 2 Top 2000
Dandy stond alleen in 2000 in de NPO Radio 2 Top 2000, op plek 819.